# Uplisziche

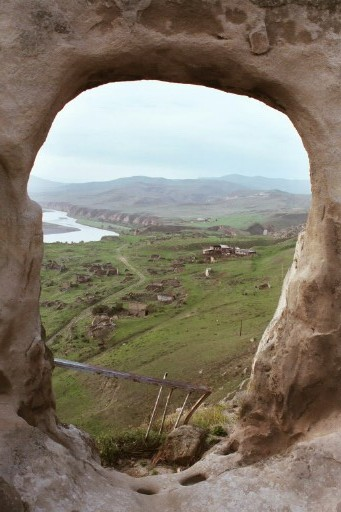
Blick aus der Festung auf die Kura

Uplisziche (georgisch უფლისციხე) ist eine Festungs- und Höhlenstadt in Georgien.

## Geografie
Sie liegt in der Verwaltungsregion Innerkartlien, zehn Kilometer entfernt von Gori, auf einem Felsplateau am Fluss Kura.

## Geschichte

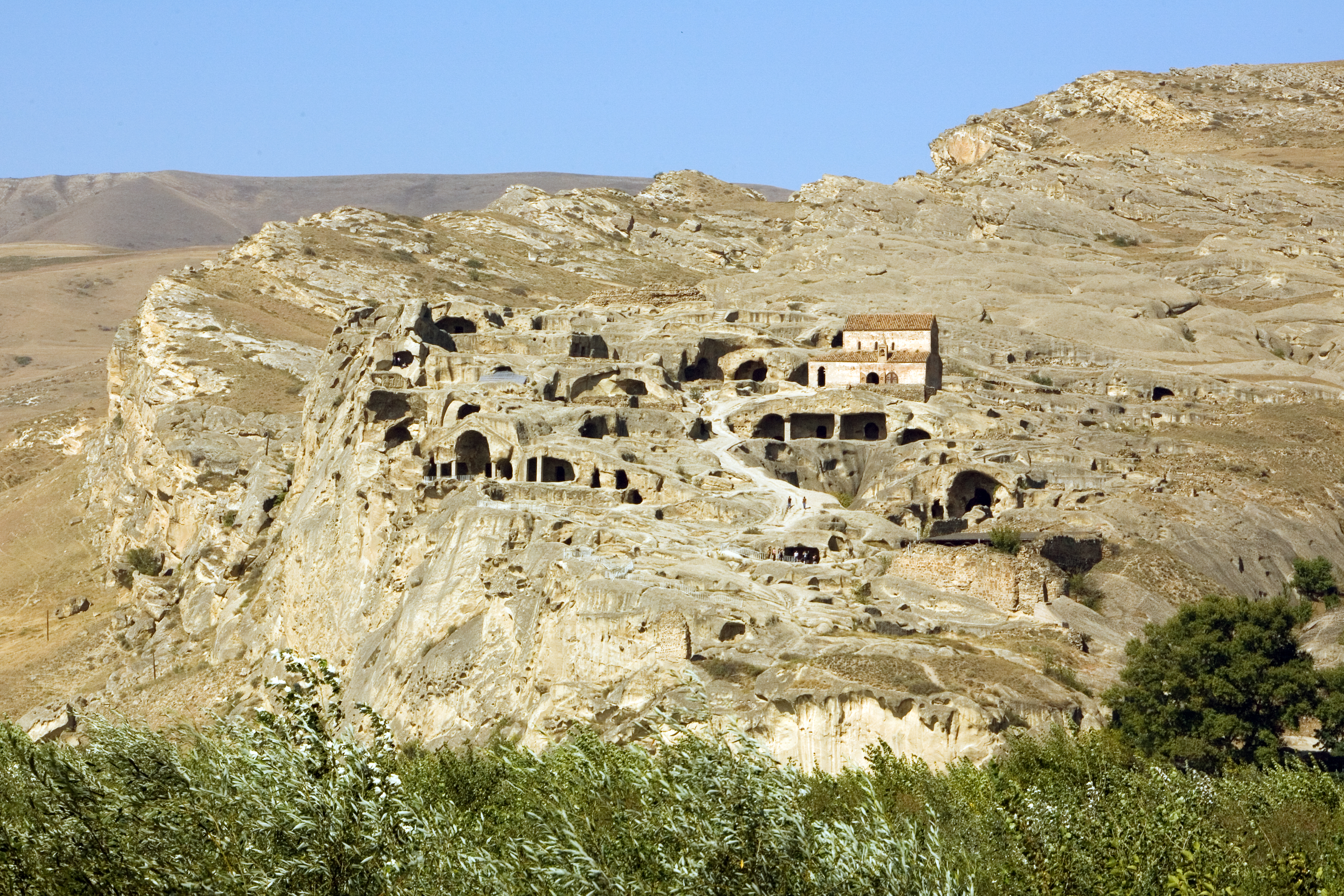
Felsenfestung Uplisziche

Lageplan

### Ereignisse
Bereits in der Bronzezeit siedelten Menschen auf dem Plateau. Die Festungsstadt wurde im 6. Jahrhundert v. Chr. gegründet und entwickelte sich zu einem Handelszentrum an der Seidenstraße mit rund 5.000 Einwohnern. Die älteste erhaltene schriftliche Erwähnung stammt aus dem 1. Jahrhundert. Versuche Uplisziche zu erobern schlugen immer wieder fehl, erst im 13. Jahrhundert gelang es dem Mongolenherrscher Ögedei Khan die Stadt einzunehmen und zu zerstören.

### Bauten
Uplisziche verfügte über mächtige Festungsanlagen. Auf dem höchsten Punkt erhebt sich die Fürstenkirche aus dem 10. Jahrhundert, deren Inneres mit Fresken bemalt ist. Das größte Gebäude der Anlage ist Tamaris Darbasi (auch „Tamaras Halle“ genannt), eine große Felsenhalle mit zwei gewaltigen Säulen und galerieähnlichen Zugängen zu Nebenräumlichkeiten.
Die Wohnhäuser sind aus dem „weichen“ Fels geschlagen, haben Säulen und gewölbte Decken. Einige dieser Wohnstätten sind mit einer Decke versehen, die imitierten Balken eines vermeintlichen Holzdaches und rechtwinklige Balkenlagen zeigen. Eine andere Gruppe von Höhlenräumen besitzt von ihrem Zugangsbereich aus Wandflächen mit regelmäßig angeordneten oktogonalen und quadratischen Vertiefungen. Dieser Zugang war ursprünglich mit einem Giebel verziert. Diese Strukturen werden in das 3. Jahrhundert datiert und als Architekturzitate römischer Baukunst interpretiert.

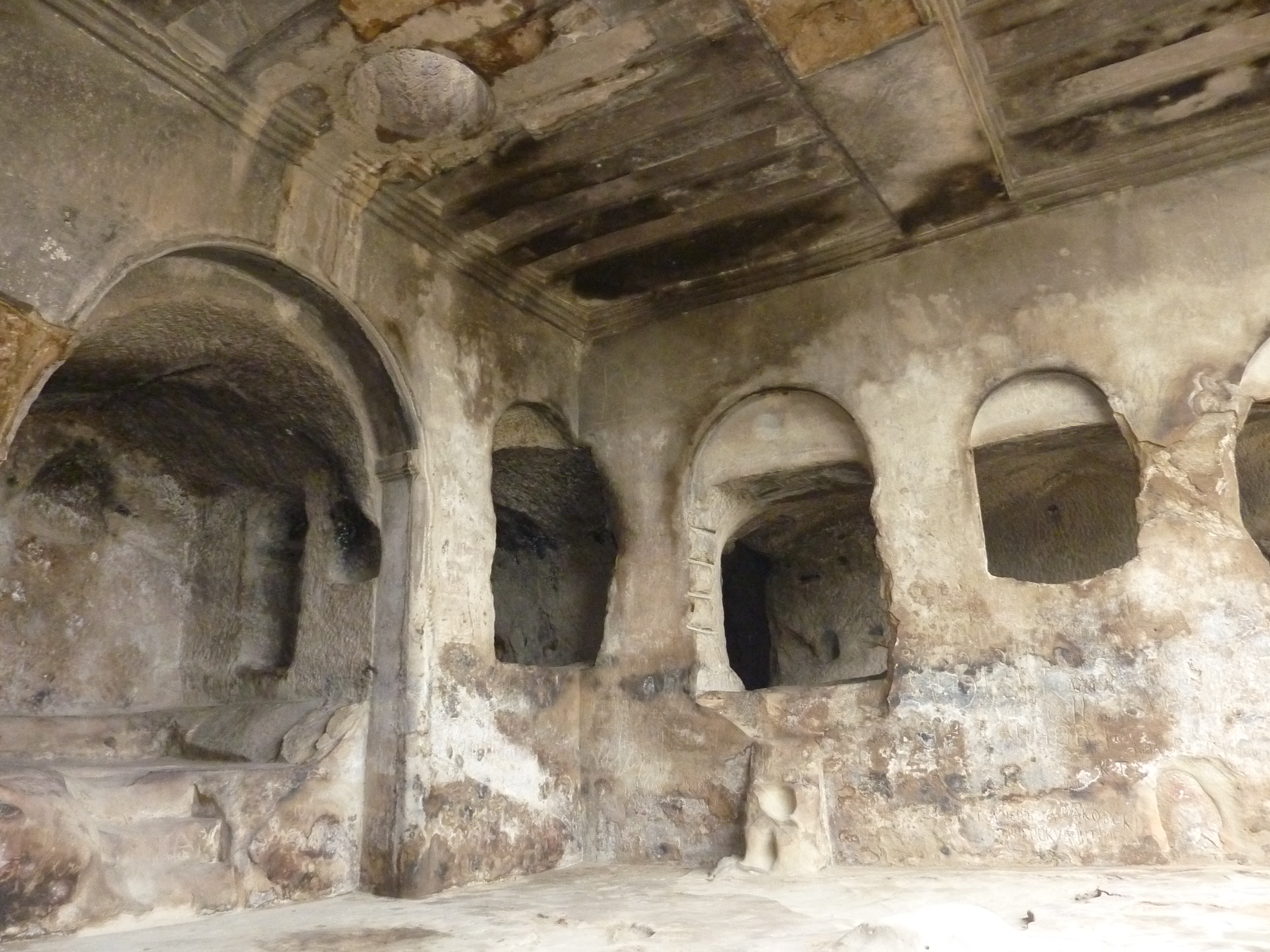
Tamaras Halle
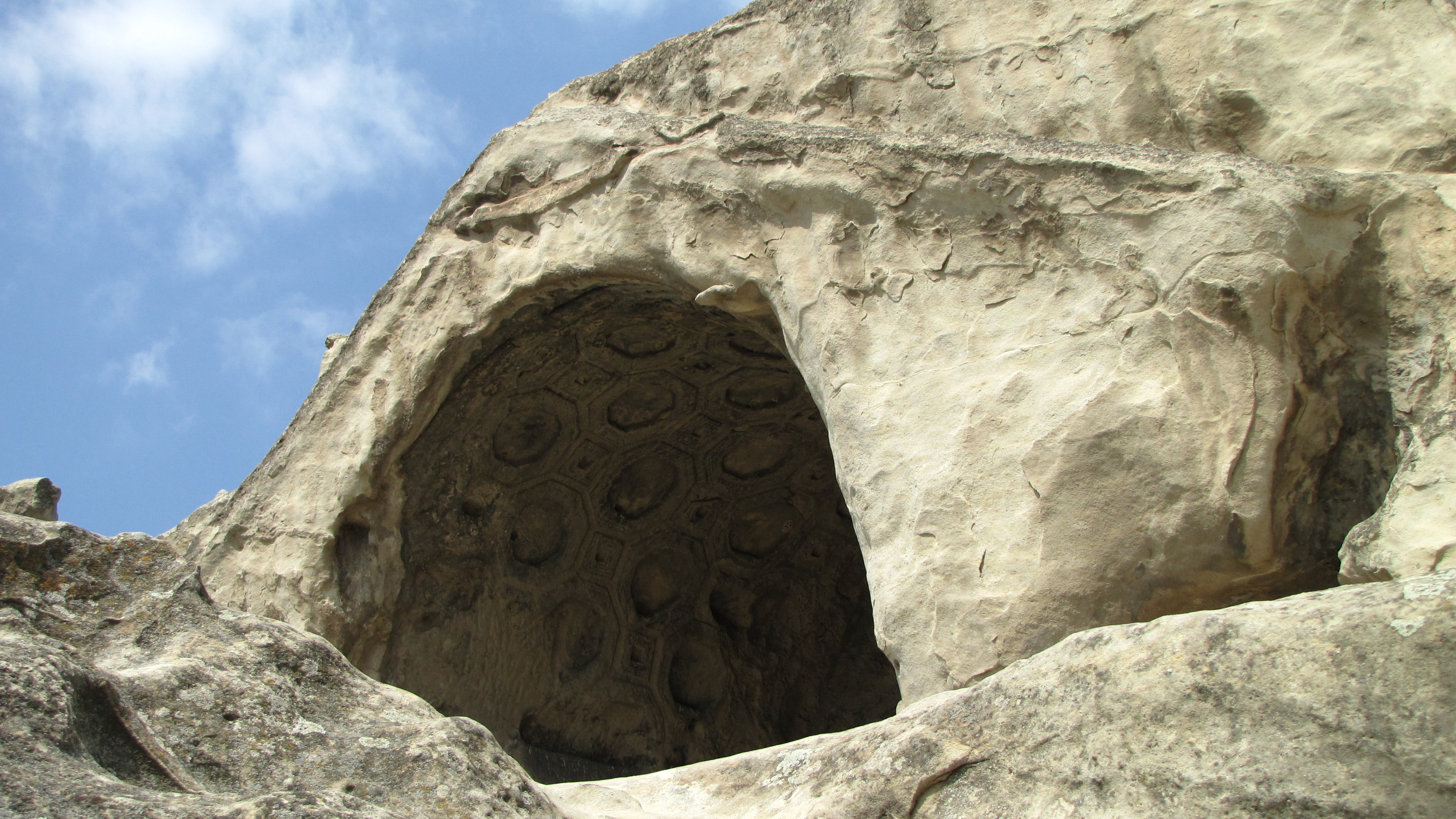
Höhlenöffnung mit Giebelfragment
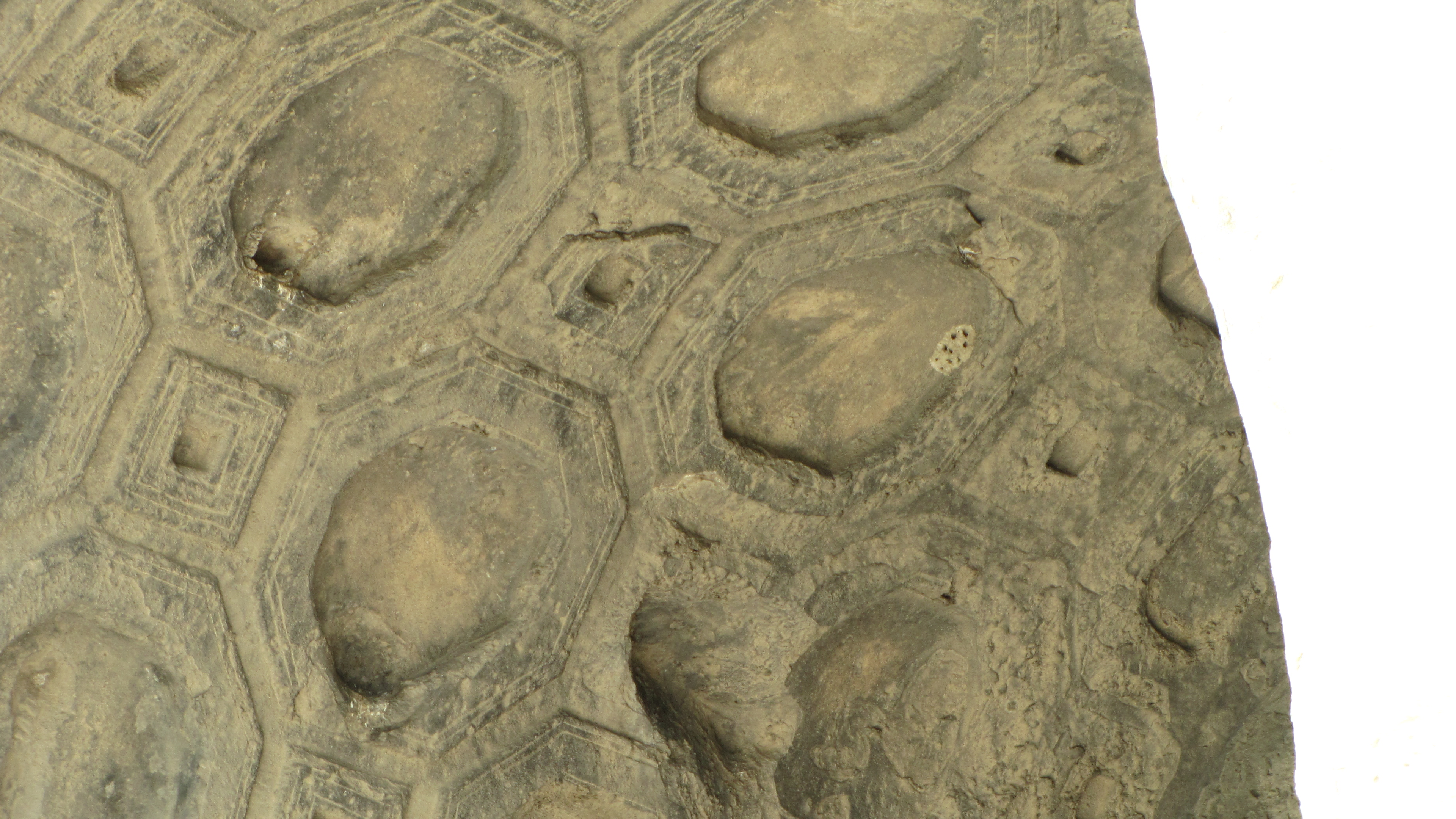
Deckengestaltung eines Teilbereiches
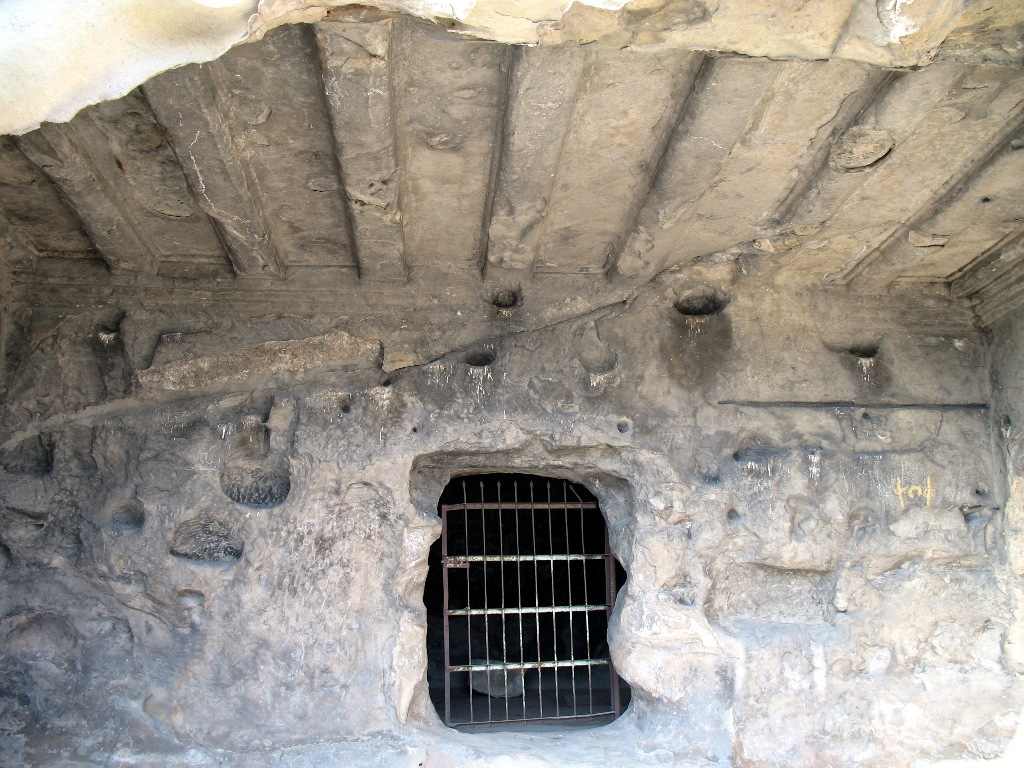
Deckengestaltung

Es gab ein Amphitheater, eine Apotheke, eine Bäckerei, Lagerhäuser, ein Gefängnis und einen Markt. Archäologen entdeckten Plätze, an denen Tiere geopfert wurden.
Uplisziche besaß eine Kanalisation aus Abflussrinnen und Wasserkanälen. Ein in die Felswand gegrabener Tunnel, der ursprünglich der Wasserentsorgung der Einwohner in das Tal der Kura diente, ist heute der Zugang zum Plateau.

### UNESCO-Bewerbung
Das Kulturdenkmal wurde von Georgien 1993 für die Liste des UNESCO-Welterbes angemeldet. Seit 2004 wird Uplisziche mit Mitteln eines Kulturerbe-Projekts der Weltbank und der georgischen Regierung restauriert. In einzelne Gebäude wurden zur statischen Sicherheit Betonpfeiler eingezogen.

## Heutiger Ort
Das Dorf Uplisziche besitzt einen Bahnhof an der Bahnstrecke Poti–Baku.